# 양호거사비
양호거사비(楊鎬去思碑)는 정유재란 때 조선에 파견된 명나라 흠차경리조선군무(欽差經理朝鮮軍務) 도찰원우첨도어사(都察院右僉都御使) 양호(楊鎬)를 기리는 비이다. 연꽃잎 무늬를 새긴 네모받침돌 위에 비석을 세우고 비석 위쪽을 쌍룡으로 새긴 조선중기의 전형적인 예이다. 비에는 "欽差經理朝鮮都御使楊公去思碑"라는 제목아래 다음과 같은 내용의 비문이 새겨져 있다.
양공(楊公)의 이름은 호(鎬), 호는 창서(蒼嶼)로 하남인(河南人)이다. 1580년 진사가 되었고 1597년 경리조선(經理朝鮮)의 명을 받았는데, 그 해 가을 왜적이 삼도를 유린하고 서울로 진격하자 그는 평양에서 달려와 싸움터에 나가 장수들을 독려하며 적을 격퇴시켜 우리 나라를 보전하였다. 그 해 겨울 다시 몸소 출전하여 적의 사기를 꺾었고, 다시 출전하여 섬멸하려던 차 아무 죄 없이 유언비어 때문에 파직되었다. 조선 백성이 그의 떠남을 막았으나 머무르게 할 길 없어 눈물을 흘리며 비를 세운다.
이 양호거사비와 함께 옛 모화관(慕華館)의 동쪽 언덕(현 종로구 행촌동 171 대신고등학교)에는 또 다른 양호거사비가 있다(전체 높이 266cm, 비신 높이 243cm·너비 98cm·두께 32.5cm). 비문에는 임진왜란 때 명나라가 원군을 보낸 경위, 정유재란 때 파견된 양호의 활약상과 그의 초상을 얻어 사당을 세우게 된 내력이 적혀있는데, 그 대강은 아래와 같다.
양호는 1597년 7월 군사를 이끌고 압록강을 건너 평양에 도착했는데, 왜적이 남원을 함락시키고 북상하여 그 선봉이 서울 가까이 왔다는 보고를 받자 행군을 재촉하여 9월 3일 서울에 들어와 마귀(麻貴) 제독과 함께 남산에 올라 호령(號令)을 포고한 뒤, 날래고 건장한 군사를 뽑아 왜적을 막게 하고 기병 2천명을 뽑아 뒤에서 돕게 하였다. 그리고 선조와 함께 동작진(銅雀津)으로 건너가 방어책을 살폈는데, 9월 7일 장수들이 직산(稷山)에서 대승을 거두어 적의 기세가 꺾였다.
이에 양호는 형개(邢玠) 총독에게 글을 보내 먼저 울산에 진을 친 왜장 가토 기요마사(加藤淸正)를 쳐서 적의 한쪽을 끊고, 마귀 제독과 4만의 군사를 남하시켜 순천에 진을 친 고니시 유키나가(小西行長)를 치게 했다. 그는 12월 8일 용감한 군사 수백 명과 함께 조령(鳥嶺)을 넘어 의성을 거쳐 20일 경주에 이르러 장수들과 합류했다. 22일에 적진 10리 밖에 진영을 치고 소수 군대로 적을 유인하자 왜적은 정예병으로 추격했고, 이에 마귀 제독과 함께 적 1천 여명을 죽이는 대승을 거두었다. 이튿날 몸소 싸움터에 나가 적의 진지 두 곳을 빼앗자 가토는 도망갔다. 이에 그는 각 군영으로 하여금 번갈아 포위하여 적을 더욱 곤궁하게 하니 곧 적이 항복할 지경에 이르렀다.
그러나 날씨가 추워지고 적의 후원군이 도착하자 다시 경주로 물러나 군사를 쉬게 하고 군량을 비축하여 재차 출병을 꾀했다. 그때 하급장교 중 그에게 죄지은 자가 주사(主事) 정응태(丁應泰)에게 무고(誣告)했고, 평소 그와 사이가 좋지 않던 정응태가 황제에게 보고하여 그를 탄핵하였다. 당시 명나라 대신과 선비가 그의 억울함을 진언했고 선조도 그를 머물게 하라고 청했으나 결국 1598년 여름 파직되어 본국으로 소환되었다.
양호가 떠난 뒤 조선에서는 그를 기리는 비를 세웠고, 선조도 그를 흠모하여 연경에 가는 사신에게 초상을 구해오게 했으나 몇 해가 지나도록 구하질 못했다. 그러다가 광해군 2년(1610) 마침내 구하여 살아있는 사람을 모시는 생사(生祠)에 봉안했다. 당시 그는 요동도어사(遼東都御史)로 있었다.
비문은 1617년 5월 예조판서 이정구(李廷龜)가 지었고 동지돈녕부사 김현성(金玄成)이 썼으며, 두전(頭篆)은 한성판윤 김상용(金尙容)이 썼다. 그 뒤 헌종 1년(1835) 봄 화재로 비문이 훼손되자 호조판서 장지연(張止淵)이 옛 비문을 모각하자고 건의했고, 이에 지중추부사 신재식(申在植)이 적고, 용양위 호군 신위(申緯)가 써서 그 해 8월에 다시 세웠다.
이들 거사비와 관련하여 1599년 형개 제독을 모신 선무사(宣武祠)가 남대문 안쪽의 태평관 서쪽에 세워졌는데, 이곳은 현재 중구 서소문동 120번지에 해당되며 일제강점기에 철거되었다. 건립 당시 선조는 "再造藩邦(재조번방)"이란 현판을 써서 걸었고, 1610년에는 형개의 초상과 함께 양호의 초상도 이곳에 안치되었다.

## 참고 자료
본 문서에는 서울특별시에서 지식공유 프로젝트를 통해 퍼블릭 도메인으로 공개한 저작물을 기초로 작성된 내용이 포함되어 있습니다.